# 橋本淳司
橋本 淳司（はしもと じゅんじ、1967年9月25日 - ）は、日本の水ジャーナリスト。

## 人物・来歴
群馬県館林市出身。群馬県立太田高校、学習院大学文学部国文学科卒業。卒業後、出版社勤務を経て、水ジャーナリストとして独立し、アクアスフィア・水教育研究所を設立して代表となる。
国内外の水問題と解決策についてテレビ・ラジオ等のメディアで発信し、国・自治体・学校・企業等で水に関する活動の企画運営とサポート、講演を行っている。
武蔵野大学非常勤講師、愛知県立大学非常勤講師、NPO法人ウォーターエイドジャパン理事、NPO法人地域水道支援センター理事、水循環基本法フォローアップ委員会委員、東京学芸大学客員准教授、国際協力機構（JICA）専門家（日中節水循環型都市構築プロジェクトに参加）、参議院第一特別調査室特別調査員（「国際問題、地球環境問題及び食糧問題に関する調査・報告 世界の水問題と日本の対外戦略」）などを歴任した。
2024年5月現在、東京財団政策研究所「未来の水ビジョン」プログラム研究主幹、武蔵野大学サステナビリティ学科客員教授。

## メディア出演
主な出演番組

### テレビ
- 所さん!大変ですよ（NHK総合）
- 月曜から夜ふかし（日本テレビ）
- 情報ライブ ミヤネ屋（読売テレビ）
- ブロードキャスター（TBS）
- ビビット（TBS）
- この差って何ですか?（TBS）
- 号外!1秒の世界（TBS）
- みんなで作る百科事典!ゆるぺでぃあ（TBS）
- あさチャン!（TBS）
- いっぷく!（TBS）
- Nスタ（TBS）
- トコトンハテナ（テレビ東京）
- ホンマでっか!?TV（フジテレビ）
- 深層NEWS（BS日テレ）
- 日曜スクープ（BS朝日）
- 週刊報道 LIFE（BS-TBS）
- 報道1930（BS-TBS）
- DayDay.（日本テレビ）
- News every.（日本テレビ）
- 石川和男の危機のカナリア（BSテレビ東京）
- ABEMA Prime
- news zero（日本テレビ）

### ラジオ
- 荒川強啓 デイ・キャッチ!（TBSラジオ）
- 荻上チキ・Session-22（TBSラジオ）
- 伊集院光とらじおと（TBSラジオ）
- 久米宏 ラジオなんですけど（TBSラジオ）
- 大沢悠里のゆうゆうワイド（TBSラジオ）
- TOMAS presents High School a Go Go!!（TBSラジオ）
- 麻木久仁子のニッポン政策研究所（TBSラジオ）
- NHKマイあさラジオ（NHK第1）
- 私も一言!夕方ニュース（NHK第1）
- Nらじ（NHK第1）
- トーキング ウィズ 松尾堂（NHK-FM）
- 玉川美沙 ハピリー（文化放送）
- The News Masters TOKYO（文化放送）
- Jam the WORLD（J-WAVE）
- LOHAS TALK（J-WAVE）
- 東京REMIX族（J-WAVE）
- 大野勢太郎 HYPER RADIO（NACK5）
- セイタロー&ケイザブロー おとこラジオ（NACK5）
- 荻上チキ SESSION（TBSラジオ）
- JUST A LITTLE LOVIN（J-WAVE）
- 長野智子アップデート（文化放送）
- JAM THE PLANET（J-WAVE）
- マイあさ！（NHK第1）
- 森本毅郎・スタンバイ！（TBSラジオ）

## 著書
主な著書のみ記載
- 『水のおもしろ不思議雑学』 インデックス・コミュニケーションズ 1997年
- 『水の大研究 不思議な世界をのぞいてみよう！』 PHP研究所 2005年
- 『水問題の重要性に気づいていない日本人 「おいしい水の話」から「酸性雨の話」まで』 PHP研究所 2007年
- 『おいしい水 きれいな水』 日本実業出版社 2007年
- 『世界が水を奪い合う日 日本が水を奪われる日』 PHP研究所 2009年
- 『明日の水は大丈夫? バケツ1杯で考える水の授業』 技術評論社 2009年
- 『「箇条書き」を使ってまとまった量でもラクラク書ける文章術』 大和書房 2010年
- 『67億人の水「争奪」から「持続可能」へ』 日本経済新聞出版社 2010年
- 『瞬時に話す書く技術』 すばる舎 2010年
- 『日本の「水」がなくなる日』 主婦の友社 2010年
- 『世界と日本の水問題（全5巻）』 文研出版 2011年
  - 『水と人びとのくらし』
  - 『水と環境問題』
  - 『水をめぐる争い』
  - 『水と人々の健康』
  - 『水問題にたちむかう』
- 『「放射能汚染水」「水不足」「水道停止」安全な水はどう確保するか?』 主婦の友社 2011年
- 『水は誰のものか～水循環をとりまく自治体の課題～』 自治体議会政策学会 2012年
- 『日本の地下水が危ない』 幻冬舎新書 2013年
- 『通読できてよくわかる水の科学』 ベレ出版 2014年
- 『いちばんわかる企業の水リスク: 地球の水が足りない、Tシャツ1枚に2900ℓの水がつかわれている!』 誠文堂新光社 2014年
- 『100年後の水を守る～水ジャーナリストの20年～』 文研出版 2015年
- 『水がなくなる日』 産業編集センター 2018年
- 『水道民営化で水はどうなるのか』 岩波書店 2019年
- 『対話して行動するチームのつくり方: 楽しみながら身につく話し合いの技法』 三省堂 2020年
- 『水辺のワンダー ~世界を旅して未来を考えた~』　文研出版　2022年
- 『「水災害」に備えて～わたしたちのできること～ (今こそ知りたい！水災害とSDGs 2)』　あすなろ書房　2023年